# Окружна
Окружна (слч. Okružná) насељено је мјесто са административним статусом сеоске општине (слч. obec) у округу Прешов, у Прешовском крају, Словачка Република.

## Становништво
| Година:    | 1994. | 2004.    | 2014.   | 2024.    |
| ---------- | ----- | -------- | ------- | -------- |
| Број људи: | 390   | 443      | 479     | 541      |
| Разлика:   |       | +13,58 % | +8,12 % | +12,94 % |

| Година:    | 2023. | 2024.   |
| ---------- | ----- | ------- |
| Број људи: | 530   | 541     |
| Разлика:   |       | +2,07 % |

Према подацима о броју становника из 2024. године насеље је имало 541 становника.